# Thuidium pseudoinvolvens
Thuidium pseudoinvolvens là một loài Rêu trong họ Thuidiaceae. Loài này được (Müll. Hal.) A. Jaeger miêu tả khoa học đầu tiên năm 1878.